# Comuna Oblitkî, Radomîșl
Oblitkî (în ucraineană Облітківська сільська рада) este o comună în raionul Radomîșl, regiunea Jîtomîr, Ucraina, formată din satele Ditîneț, Morohivka, Oblitkî (reședința), Stara Hreblea și Vivce.

## Demografie
Componența lingvistică a comunei Oblitkî
     Ucraineană (98,54%)
     Rusă (1,46%)
Conform recensământului din 2001, majoritatea populației comunei Oblitkî era vorbitoare de ucraineană (98,54%), existând în minoritate și vorbitori de rusă (1,46%).